# 弾き語りフォーユー
『弾き語りフォーユー』（ひきがたりフォーユー）は、NHK-FM放送で1999年4月1日から放送されているピアノ音楽のラジオ番組。

## 概要
聴取者からリクエストを募集し、ピアニストの小原孝がそれらに応える形式となっている。ポップスの場合は、アーティストの楽曲を放送した後に、小原がスタジオでその曲をピアノ演奏する。
１回の放送で取り上げる曲数は4～6曲程度で、ジャンルはクラシック、歌謡曲、洋楽、民謡など多種多様。リクエストによっては、民謡や邦楽系など、五線紙の譜面がないような曲もある。また、季節や回によっては、特定のテーマのもとで放送することもある。このほか、全国各地で公開収録も行われ、自身のホームページでも随時紹介している。
エンディングでは、テーマ曲「風のメロディ」のフェードアウト直前に、その回の演奏曲のフレーズが混ぜられることもある。

## 放送時間
2024年4月現在。
NHK-FM
- 月曜 - 木曜 9:55 - 10:15
- 千葉局では2022年度まで木曜日のみローカル番組「花ラジちば」を放送している為、祝日のみの放送だった[3]。以前は水戸局、さいたま局、宇都宮局も同様の処置を取っていた。
- 2021年度までは翌朝（火曜 - 金曜）5:00-5:20に再放送があったが、FM放送の早朝枠の見直し（6時台に生放送していた『古楽の楽しみ』が5時台に前倒し、6時台はNHKラジオ第2放送の英語講座番組3本の同時生放送を実施）に伴い廃止された。

NHKワールド・ラジオ日本
- 不定期
  - 2013年度は、ラジオ第1との同時放送を強化したため、放送されるのは国会中継[4]やスポーツ中継でラジオ第1放送の同時放送が放送権上の制約や電波運用面の都合などで放送できない時の空白時間帯の穴埋めとして放送される程度に限られる[5]。
  - 2012年度上半期は、ラジオ第1で「NHKプロ野球」が木曜日に放送されている場合や高校野球が試合延長で引き続き放送されていた場合[6]に限り18:30 - 18:50で放送していた。スポーツ放送がない場合は本番組の放送を休止し、18:30からの飛び乗りで引き続きラジオ第1放送と同時放送で「私も一言!夕方ニュース」を放送。金曜日でも「上方演芸会」の時差放送が休止の場合でも本番組が放送されることもあった。
  - 過去には衛星ラジオのみ2009年度の日曜日9:30 - 9:50に放送されていたが、「日曜討論」の国内同時放送開始に伴い打ち切りとなった。